# Shorewood (Wisconsin)
Shorewood – wieś w Stanach Zjednoczonych, w stanie Wisconsin, w hrabstwie Milwaukee.